# Diamond Dallas Page
Page Joseph Falkinburg Jr. (nacido el 5 de abril de 1956), más conocido como Diamond Dallas Page (DDP), es un luchador profesional retirado, instructor de yoga y actor estadounidense. Actualmente trabaja para All Elite Wrestling. En su carrera como luchador, que duró dos décadas, ha trabajado en la World Championship Wrestling (WCW), World Wrestling Federation (WWF) y Total Nonstop Action Wrestling (TNA).

## Primeros años

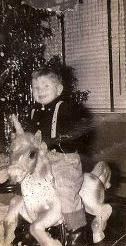
DDP de pequeño.

DDP fue el mayor de tres hijos, nació en Point Pleasant, Nueva Jersey, hijo de Sylvia (de soltera Seigel) y Falkinburg Page Sr. DDP fue criado por su padre durante sus primeros años, después de que sus padres se divorciaron. El nombre de "Dallas" vino de su amor por los Vaqueros de Dallas. Su hermano y su hermana fueron criados por su abuela materna. Page vivía con su padre desde la edad de tres a ocho. Su padre lo llevó, a los ocho años de edad, a vivir con su abuela, quien lo crio. Page admitió en su autobiografía que es disléxico. DDP asistiò a muchos colegios e institutos durante su etapa educativa.

## Carrera

### Comienzos/American Wrestling Assiciation

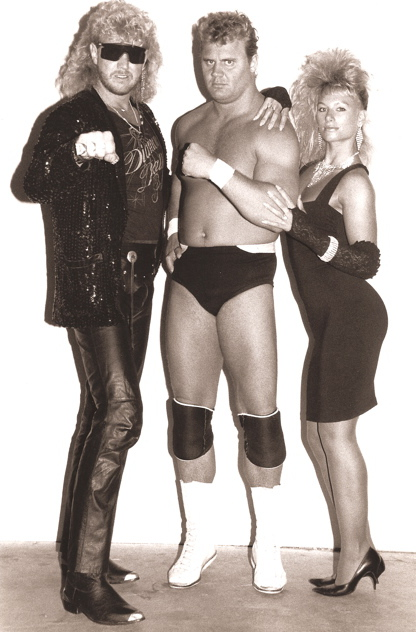
DDP junto a Curt Hennig.

Su primera aparición fue en Canadá en 1979. Sin embargo, debido a la escasa formación inicial y una lesión en la rodilla abandonó la lucha libre poco después. Su siguiente aparición no fue sino hasta WrestleMania VI, donde condujo a Rhythm and Blues (The Honky Tonk Man y Greg Valentine) hasta el ring en su Cadillac rosa. En este momento, él era prácticamente desconocido en la World Wrestling Federation.
Page controló un club nocturno en Fort Myers, Florida llamado "Jeans Norma" (conocido por su Pink Cadillac) mientras trabajaba como gerente de la lucha libre en la American Wrestling Association (AWA). Comenzó la gestión en 1988, donde dirigió Badd Company (Paul Diamond y Pat Tanaka), un equipo al que condujo a la AWA World Tag Team Championship el 19 de marzo. Badd Company, era a menudo acompañado por mánager femeninos conocido como las muñecas "Diamond" (Tonya, Jennifer y Torri). Durante su estancia en la AWA, Page acompañó al coronel DeBeers, Curt Hennig y Miceli Madusa como el líder de la Bolsa de Diamantes estable. Trabajó para la AWA en 12 fechas durante un período de nueve meses, donde filmaron todos los programas de televisión en un día. También trabajó como comentarista en la Florida Championship Wrestling (FCW), donde trabajó junto a Gordon Solie, para finalmente debutar como luchador profesional.
En 1990, Dallas recibió una prueba con la WWF como locutor, pero nunca consiguió el trabajo. Cuando la FCW se vino abajo, Page estuvo involucrado en negocios locales hasta que Dusty Rhodes regresó a la World Championship Wrestling. Entonces Rhode trajo a Page a la WCW.

### World Championship Wrestling (1991-2001)
Page llegó a la World Championship Wrestling (WCW) en 1991 como mánager de los The Fabulous Freebirds (Jimmy Garvin y Michael PS Hayes). Los Freebirds ganaron el NWA World Tag Team Championship, con la ayuda de Page, donde derrotaron a Doom (Butch Reed y Ron Simmons) el 24 de febrero. Durante el combate, Page introdujo a las diamond dolls. Page agregó Scott Hall para el grupo, bajo el nombre de Diamond Studd. Page también trabajó como comentarista para la WCW con Eric Bischoff. Después de eso decidiría empezar a luchar.
Se dirigió a la WCW Power Plant, donde Buddy Lee Parker y Dusty Rhodes entrenaron al novato de 35 años. Debutó como un luchador en un combate por parejas donde se enfrentó a Kevin Sullivan y su socio. Fue relegado a la "jobber". Hizo su debut en el PPV Starrcade en 1991, haciendo equipo con Mike Graham en un esfuerzo por perder contra Jushin Liger y Bill Kazmaier.
Page continuó la lucha y trajo otros luchadores en su grupo, como Scotty Flamingo (Raven) y Vinnie Vegas (Kevin Nash).
Las relaciones entre lo DDP, Flamingo y Vegas fueron utilizados en muchos ángulos en los siguientes meses. Page acompañó a Scotty Flamingo, en Clash of the Champions XXI el 18 de noviembre de 1992, donde luchó contra Johnny B. Badd en un combate de boxeo trabajado. Flamingo ganó la pelea con la ayuda de Page. Al año siguiente, después de que Studd y Flamingo salieran del grupo, Page se unió a Vinnie Vegas. Vegas Connection nunca regresó a la WCW hasta el año 2001 bajo el nombre de "The Insiders", ya que Page fue despedido de la WCW poco después de debut debido a una lesión grave durante un combate de parejas. Además Vegas se marchó a la WWF.
Page decidido a continuar la mejora de su carácter, buscó la ayuda de Jake Roberts, quien le aconsejó sobre los aspectos psicológicos de la empresa. Después de su lesión había sanado, volvió a la WCW en 1994, con su esposa Kimberly y su guardaespaldas, Maxx muscular. Mantuvo una larga disputa con Dave Sullivan, porque Sullivan dio regalos Kimberly (y en gran parte porque Page fue derrotado por Sullivan, lo que le valió una cita con Kimberly). En Fall Brawl, Page ganó su primer campeonato al derrotar a Renegade por el WCW World Television Championship. Page defendió el título en Halloween Havoc, donde Johnny B. Badd derrotó Page y otra vez en World War 3 el 26 de noviembre, ganando la libertad de Kimberly de DDP. En Uncensored en 24 de marzo de 1996 The Booty Man derrotó a Diamond Dallas Page en un Loser Leaves Town Match.

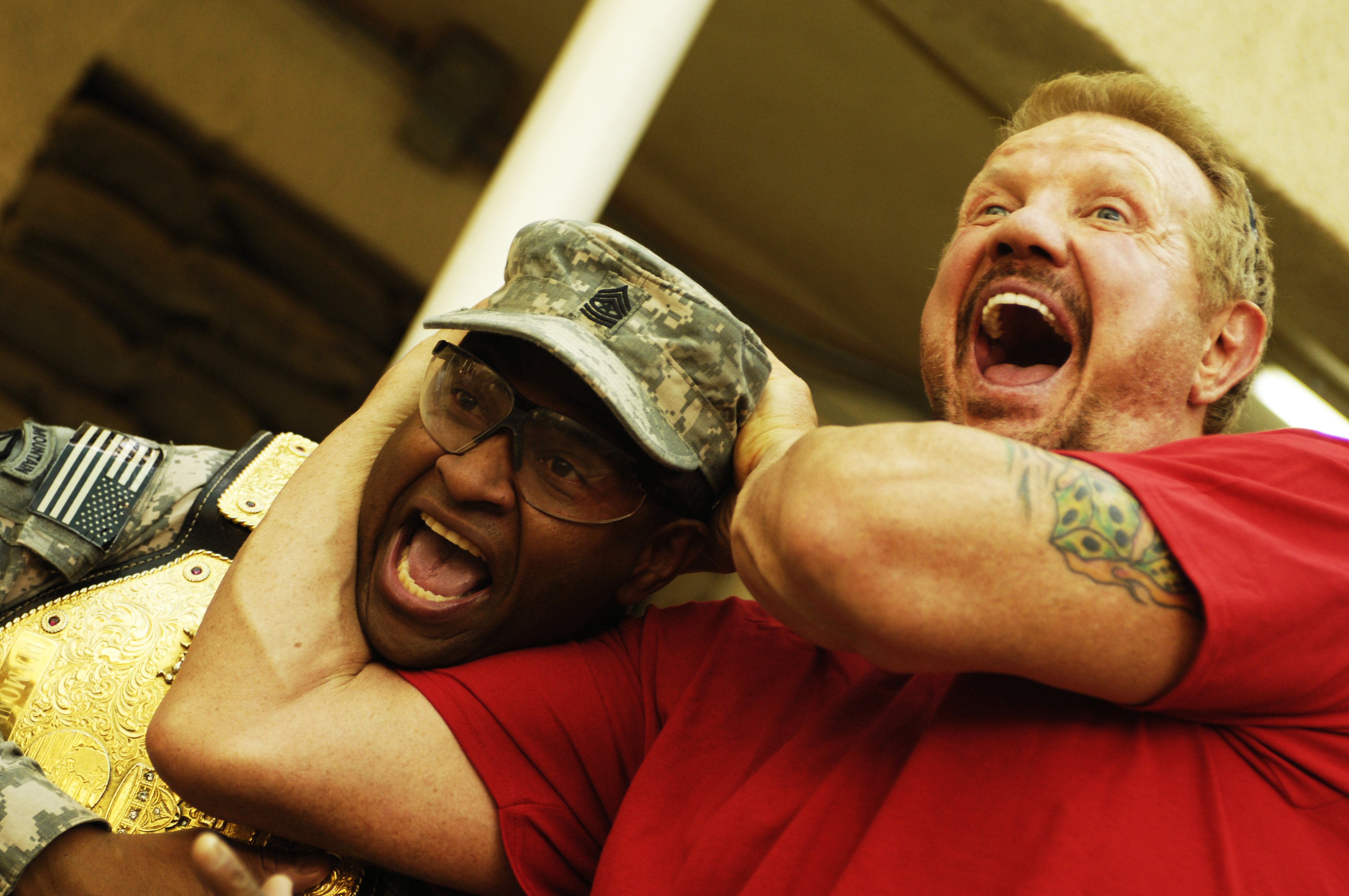
DDP con un soldado.

Page regresó el 18 de mayo de 1996 edición de WCW Saturday Night derrotando a Billy Kidman. El 19 de mayo, Page participó en el Lord of the Ring Tournament (Batalla Bowl) en Slamboree. Page obtuvo la victoria cuando derrotó a The Barbarian con dos Diamond Cutter. El ganador iba a ser el número uno contendiente para el título mundial que en ese momento estaba en manos de The Giant. Sin embargo, nunca recibió la oportunidad por el título que ganó esa noche. Page empezó un feudo con Eddie Guerrero, cuando el New World Order (nWo) se fue formando. Como Nash y Hall fueron antiguos socios de Page, lo ayudaron en su conquista por el US Title. Creyendo que su ayuda no fue apreciada, Hall y Nash lo atacaron durante la final del torneo, dando la victoria a Guerrero. Después de demostrar los beneficios del nWo, le pidieron que se uniera. Él respondió dándoles el Diamond Cutter el 25 de enero de 1997 en Souled Out, convirtiéndose face y comenzando un feudo con el nWo. Page comenzó un feudo con "Macho Man" Savage Randy en 1997. En un episodio de WCW Monday Nitro, Savage, con la ayuda de Scott Hall y Kevin Nash, atacó a la Page y pintado con aerosol "nWo" en la espalda. Unas semanas más tarde en Uncensored, Savage y Miss Elizabeth rompieron "kayfabe" (una sesión de trabajo) revelando al mundo que Page y Kimberly estaban casados. Savage, a continuación, procedió a golpear a Page, asegurando un combate en el futuro entre los dos. En Spring Stampede, Page y Savage se enfrentaron en un partido en el que Page salió victorioso, pero no fue el fin del conflicto entre los dos. Unos meses más tarde en The Great American Bash, se enfrentaron de nuevo en un combate con las luces apagadas. Este partido terminó con Savage derrotar a Page con la ayuda de Scott Hall. En The Great American Bash, Scott Hall y Randy Savage derrotaron a Diamond Dallas Page y Curt Hennig. Curt Hennig, que Diamond Dallas Page había reclutado personalmente a unirse a la WCW y hacer equipo con él, se volvió a DDP durante el combate. Hennig derrotó a Diamond Dallas Page en Road Wild. En Fall Brawl, Page se unió con Lex Luger para derrotar a Scott Hall y Randy Savage en un partido NO DQ. Páge incluso disfrazados de luchadores enmascarados como La Parka y derrotó a Savage. Alrededor de este tiempo, Page también comenzó a luchar líder de nWo, Hollywood Hulk Hogan. Page y Savage se enfrentaron por última vez en Halloween Havoc. Donde Savage salió victorioso después del ataque de Hogan y Sting. En un episodio de Nitro, poco después de Halloween Havoc, Hogan luchó Page, pero fue derrotado nuevamente por el nWo. En Starrcade, Page ganó el United States Heavyweight Championship de Curt Hennig. Al año siguiente, en Uncensored, Page defendió el título en un Triple Threat, Falls Count Anywhere contra Chris Benoit y Raven, retuvo el título después de aplicar el Diamond Cutter en Raven. Ese mismo año, Page hizo pareja con Karl Malone contra Hulk Hogan y Dennis Rodman en Bash at the Beach, perdiendo debido a la interferencia. Páge luchó con Jay Leno, donde derrotaron a Hogan y Eric Bischoff.
En Fall Brawl, Page ganó el evento principal de War Games, y consiguió una oportunidad por el WCW World Heavyweight Champion contra el invicto Goldberg en Halloween Havoc. Page no ganó la lucha, pero la lucha fue votada como "WCW Magazine's Cup Match of the Year" de 1998. Halloween Havoc duró un poco más largo de lo esperado pero la compañía no podía no permitirse mostrar el combate entre Hogan y Warrior. Por lo que WCW mostrar la lucha entre DDP y Goldberg, que resultó muy popular en los índices de audiencia y resultó en una victoria para Nitro sobre Raw - el último triunfo que Nitro tuvo. En 26 de octubre (edición de Nitro), consiguió una victoria sobre Bret Hart para capturar el United States Heavyweight Championship.
Page se convirtió en la WCW World Heavyweight Championship en abril de 1999, en Spring Stampede cuando derrotó a Sting, Hogan y Ric Flair por el título en un Four Way Dance con "Macho Man Savage" Randy como árbitro especial. Page cubrió a Flair después de aplicarle el Diamond Cutter. Poco después de ganar el título, Goldberg luchó contra Pge por el campeonato. Page se volvió heel durante el combate, después dce atacar a Goldberg con todo lo que tenía a su alcance. Su primer reinado como campeón duró 15 días: el 26 de abril, Page fue derrotado por el Campeonato Mundial por Sting en Nitro en la primera hora del show. Un poco más de una hora y media después, un lesionado Kevin Nash volvió a Nitro y lanzó un desafío para el campeonato de Sting recién conquistada, que se extiende el reto de Goldberg y el recién destronado Page para que sea un four-way match. Durante el curso del partido, Page golpeó a Nash con un objeto extraño para llevarse la victoria y recuperar el título sin tener que derrotar al campeón reinante. Page fue derrotado por Nash en Slamboree ese año.

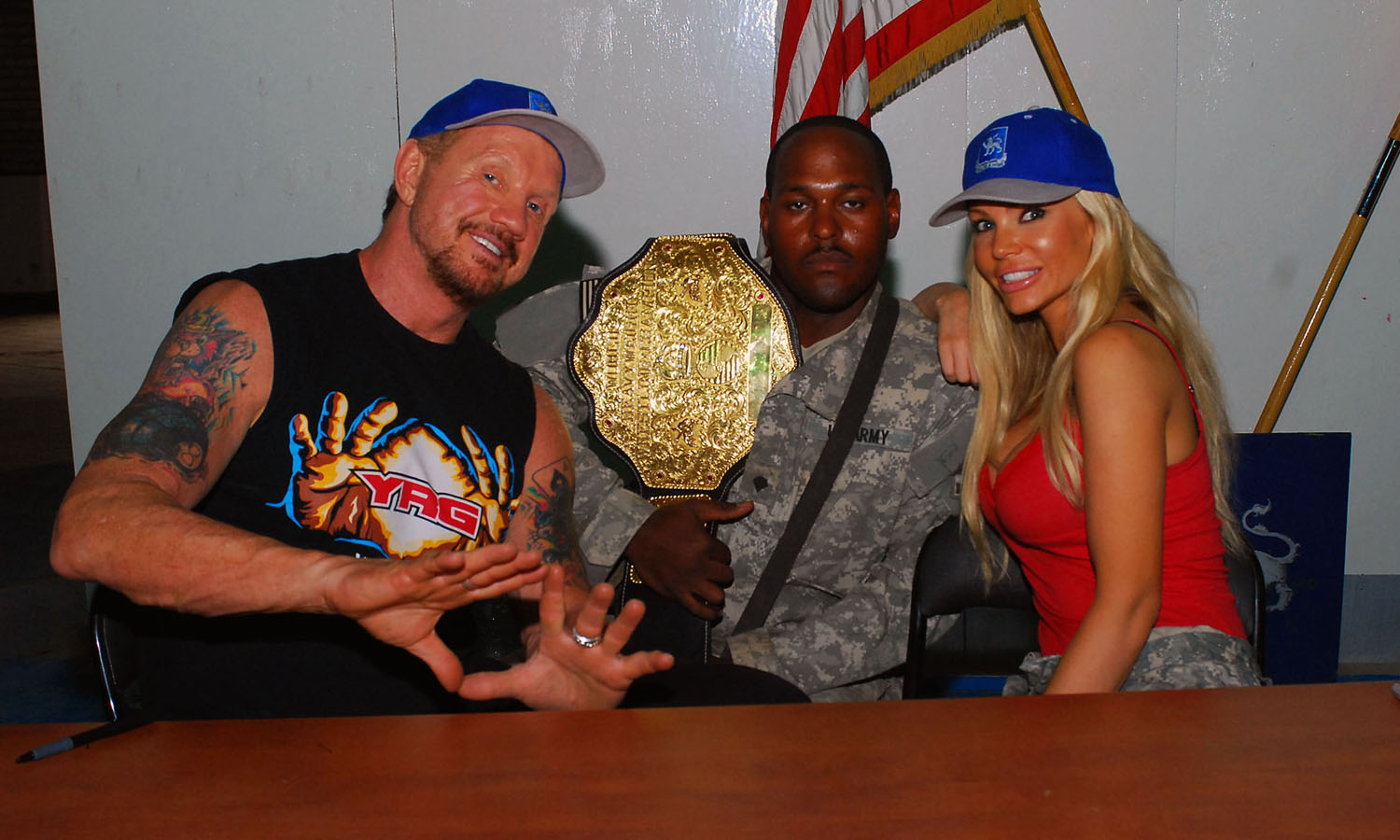
DDP mostrando su gesto del "diamond cutter" con el cinturón de los pesos pesados.

Poco después de Slamboree, Page entró en una alianza con su colega de Nueva Jersey Bam Bam Bigelow y ganó el WCW World Tag Team Championship a partir de los entonces campeones Perry Saturn y Raven el 31 de mayo, gracias a Chris Kanyon. Page, Bigelow, y Kanyon que se conoce como la tríada Jersey ya través de su alianza con la ventaja de la Freebird Rule en sus encuentros posteriores (es decir, cualquier combinación de los tres pudo defender el campeonato). La Tríada ostentó los títulos hasta el 10 de junio, cuando Saturn y Chris Benoit (entonces compañeros en The Revolution) ocupan los títulos de las mismas. El equipo recuperó el cinturón en The Great American Bash tres días más tarde, pero los perdería a Harlem Heat. Más tarde esa noche, Chris Benoit derrotó a Diamond Dallas Page para retener el título de los Estados Unidos. El grupo se disolvió poco después y Page comenzó un feudo con Hogan una vez más, uniéndose a Sid Vicious y Rick Steiner en un esfuerzo de equipo para asumir Hogan, Sting, y Goldberg. Poco después de que la pelea terminó Page se convirtió en un héroe otra vez y tuvo un feudo con tanto Kanyon y Bigelow antes de que el año que finalizara.

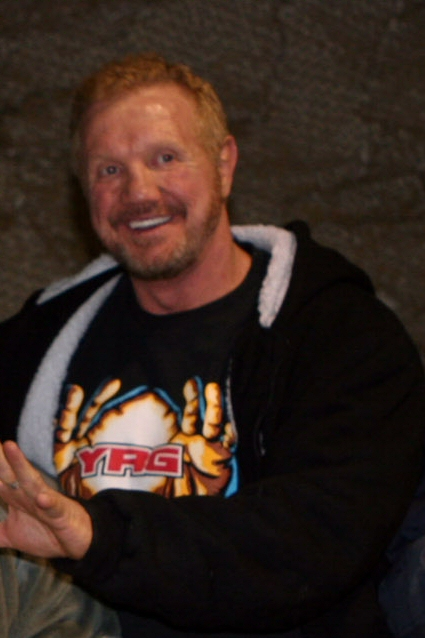
DDP.

En el año 2000, con la WCW bajo una nueva administración, Page ganó una oportunidad por el vacante Campeonato Mundial de la WCW Cinturón en Spring Stampede contra Jeff Jarrett. En un giro sorpresa, la esposa de Page, Kimberly, atacó a Page y ayudó a Jarrett convertirse en el nuevo Campeón del Mundo. Page derrotó a Jarrett en una jaula de acero para convertirse en WCW World Heavyweight Champion por tercera vez, pero perdería el título contra su compañero el actor David Arquette tres días después en WCW Thunder; donde Arquette cubrió al socio de Jarrett, Eric Bischoff. Page intentó ganar el título de nuevo en Slamboree a finales de ese mes en un cage match triple contra Arquette y Jarrett, pero perdió después de Arquette lo golpease con una guitarra. Page luego entró en un feudo con Mike Awesome, quien lo derrotó en un partido de ambulancia en The Great American Bash después de que Kanyon se volviera en contra de Page.
Page tomó un tiempo libre poco después, pero regresó a finales de 2000 como un luchador de tiempo completo. Después de Page volviese formó un equipo con Kevin Nash llamado The Insiders, y el equipo ganó el campeonato por equipos el 26 de noviembre en Mayhem al derrotar a Shawn Stasiak y Chuck Palumbo. El equipo fue despojado de forma temporal los títulos, pero ganó de nuevo en Starrcade. Page y Nash perdió los títulos contra Palumbo y Sean O'Haire y se separaron poco después. Después de eso tuvo un breve feudo contra Kanyon. Page se enfrentó al campeón de entonces Scott Steiner. Su disputa alcanzó un punto culminante en WCW Greed de 2001 (el último PPV de WCW), donde Page fue derrotado por Steiner.

### World Wrestling Federation (2001-2002)

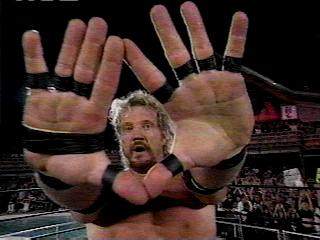
DDP mostrando el gesto que hace antes de utilizar el diamond cutter.

Cuando la WCW fue comprada por la WWF Page fue uno de los pocos grandes estrellas de la WCW para firmar con Vince McMahon. Debutó en la WWE en el 18 de junio de 2001 en RAW, cuando se reveló como el acosador de la esposa de Undertaker, Sara. Page se obsesionó con Sara y empezó a acosarla. Page se unió a la Alianza durante la Invasión WCW.
Page y Chris Kanyon se reunieron el 6 de agosto de 2001 en RAW cuando Kanyon ayudó a Page a atacar a The Undertaker tras bambalinas. Tres días después, el 9 de agosto de 2001 en SmackDown, Page y Kanyon derrotaron a APA para ganar el WWF Tag Team Championship.
El feudo con el Undertaker se prolongó durante la mejor parte de tres meses y terminó cuando Undertaker y Kane derrotaron a Page y Kanyon en WWF SummerSlam 2001 el 19 de agosto de 2001 en un combate en la jaula de acero para el campeonato del equipo de WWF, Page se lesionó y se mantuvo fuera de acción hasta finales de octubre de 2001.
Se hizo conocido por su frase "Yo! Soy yo, soy yo, es DDP!" Regresó en septiembre de 2001 para convertirse en un orador motivacional, algo que hizo en la vida real, en lo que vendría a ser conocido como su carácter positivo. El nombre surgió del título de su autobiografía que fue publicada en su día la WCW. El personaje, involucró a Page constantemente sonriendo y actuando optimista, usando una frase característica: "Eso no es algo malo ... eso es ... una cosa buena".
Volvió al ring el 3 de noviembre de 2001 en Rebellion para perder contra The Big Show. Después, la Alianza perdió en Survivor Series y DDP, junto con el resto de los miembros de la alianza, (kayfabe) perdieron sus puestos de trabajo. Page finalmente ganó su puesto de trabajo al derrotar a Big Bossman el 17 de enero de 2002 en SmackDown! y también compitió en el Royal Rumble Match el 20 de enero de 2002, pero no ganó.
Page se convirtió en el European Champion en el 31 de enero de 2002 en SmackDown, cuando derrotó a Christian, un ex seguidor de su positiva "filosofía". En WrestleMania X8, Page retuvo el título en una revancha. Perdió el título, sin embargo, a William Regal en un episodio de SmackDown que se transmitió el 19 de marzo. A la edad de 46 años, tenía lesiones persistentes, incluyendo una lesión en el cuello que sufrió en un combate contra Bob Holly el 18 de abril de 2002 en un episodio de SmackDown, por lo que se le permitió que su contrato con la WWF expirase. WWE quería que él hiciera el de comentarista, pero Page ha optó por tomar un descanso de la lucha libre, alegando que estaba "quemado".

### Total Nonstop Action Wrestling (2004-2005)

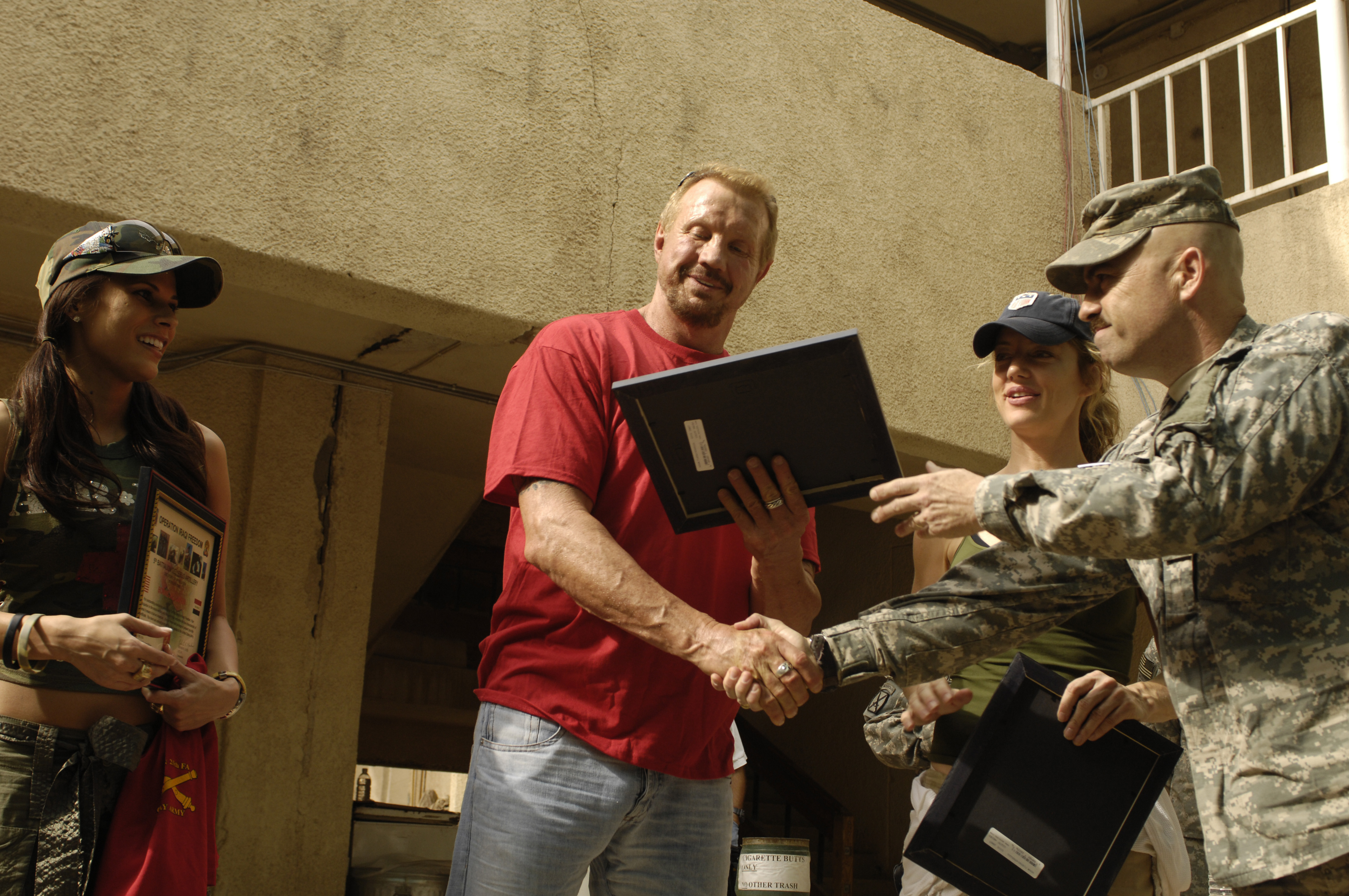
DDP recibiendo una apreciación por parte de soldados.

El 1 de abril de 2004, Diamond Dallas Page anunció su regreso al ring. Después de trabajar para varias promociones independientes, debutó con Total Nonstop Action Wrestling el 12 de noviembre, en un feudo contra Raven y Erik Watts. Page recibió una oportunidad para el NWA World Heavyweight Championship el 13 de marzo de 2005 en Destination X, pero fue derrotado por el campeón Jeff Jarrett cuando Monty Brown atacó a Page. Page dejaría TNA poco después.

### Juggalo Championship Wrestling (2009)
El 9 de agosto de 2009, Diamond Dallas Page hizo una aparición especial con JCW para alinearse con la JWO. Page ganaría el combate contra Trent Acid. Poco después de eso, se retiraría del ring.

### World Wrestling Entertainment/ WWE (2010-2017)
En 2010, Page aceptó en trabajar en un DVD de WWE, que se tituló The Very Best of WCW Monday Nitro, el DVD fue sacado a la venta el 7 de junio de 2011. En el Raw del 27 de junio de 2011, DDP regresa a la WWE en el Raw Roulette, donde se junta con Booker T y Shawn Michaels para promocionar el DVD de WCW Nitro. Page también participó en el WWE Salón de la Fama del 31 de marzo de 2012, apareció junto a Kevin Nash y X-Pac. Hizo una aparición en WWE Raw Supershow del 2 de julio de 2012 aplicando un Diamond Cutter a Heath Slater. Volvió a aparecer en el RAW 1000th Episode, junto a las demás leyendas a las que se enfrentó Slater en su combate contra Lita.

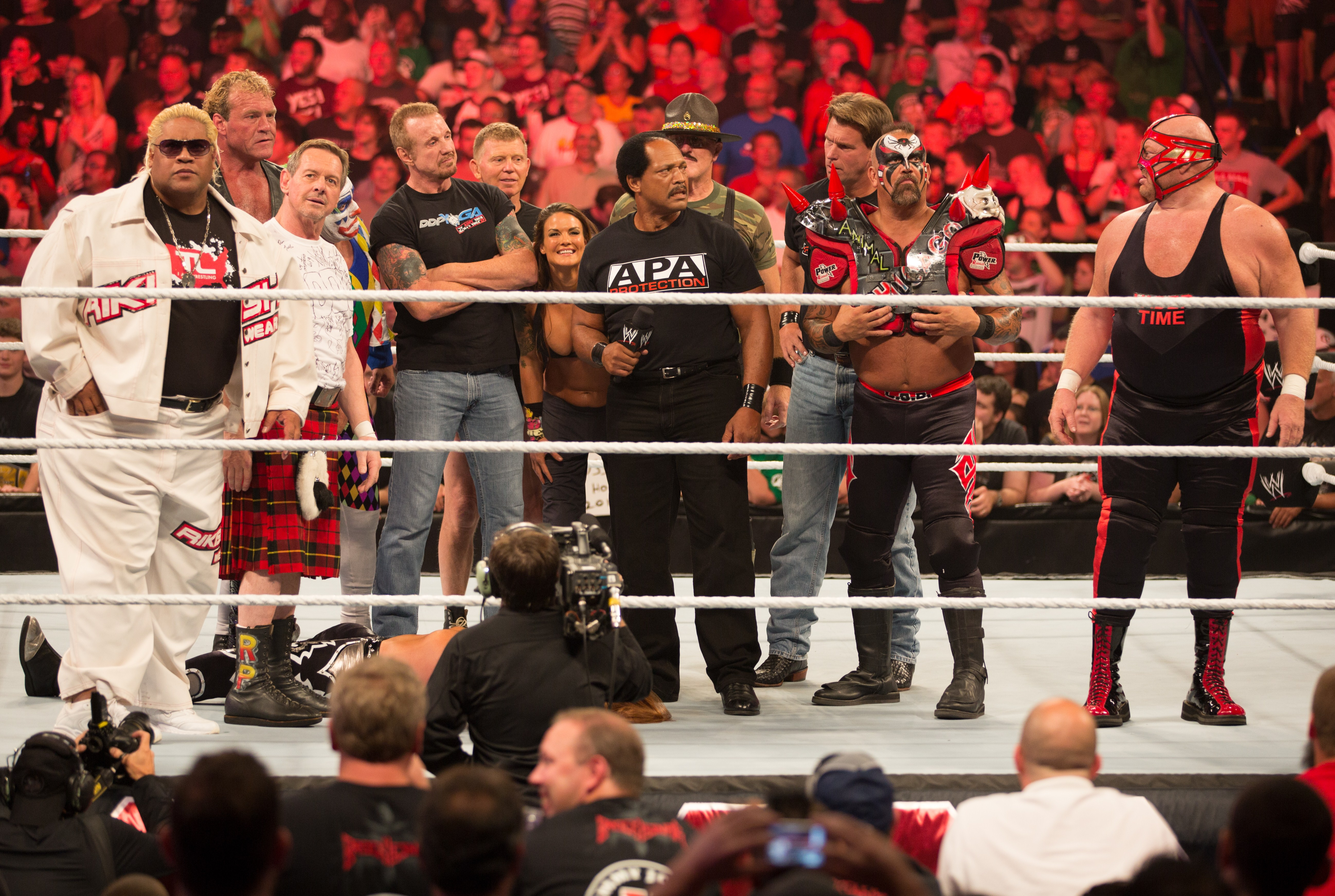
DDP en Raw 1000 celebrando junto a otras leyendas la victoria de Lita

 En Royal Rumble, Diamond Dallas Page entra como #14 aplicándole varios Diamond Cutters a Bray Wyatt, Stardust y Fandango pero fue eliminado al poco tiempo por Rusev.
En 2016 en Wrestlemania 32, tuvo una aparición especial en el torneo de André The Giant Memorial Battle Royal.

### All In (2018)
At All In, el 1 de septiembre de 2018, acompañó a Cody Rhodes en su lucha contra el campeón de peso pesado de la NWA, Nick Aldis.

### All Elite Wrestling (2019–presente)
Page realiza roles recurrentes en All Elite Wrestling.
El 25 de mayo de 2019, durante su primer pago por evento Double or Nothing, Page escoltó a Brandi Rhodes fuera del ring después de que ella se negara a abandonar el partido entre Cody Rhodes y Dustin Rhodes después de que el árbitro de la lucha Earl Hebner la expulsara de la lucha. 
En el episodio del 23 de octubre de 2019 de Dynamite, Page ayudó a Cody a atacar a Chris Jericho y su stable The Inner Circle.
El 15 de enero de 2020, Page tuvo su último combate como luchador profesional. Fue un Triple TagTeam junto con Cody Rhodes y QT Marshall, enfrentando a MJF y The Butcher and The Blades, en Bash at the Beach, donde finalmente caería derrotado.

## Vida personal
El 1 de diciembre de 1991, se casó con Kimberly Page. En 2003, Page había cambiado legalmente su nombre a Dallas Page. El 3 de julio de 2004, los dos anunciaron que se había separado amistosamente. Él y Kimberly oficialmente se divorciaron en diciembre de 2005 en el 25 de julio de 2015 Dallas Page se casó con Brenda Nair en Cancún.
Page tiene dos hijas, Brittany Page (nacida en 1987) y Kimberly Page (nacida en 1994), y dos hijastras, (Alexandra) Lexy Nair (nacida en 1996) y Rachel Nair (nacida en 2001). Lexy actualmente trabaja con All Elite Wrestling (AEW) como entrevistadora.
El 15 de enero de 2019, Page lanzó otro libro, Positively Unstoppable: The Art of Owning It, a través de Rodale Books. El libro incluye un prólogo de Mick Foley. 

### Problemas legales
El gesto más conocido de DDP es el de "Self High Five" que muestra antes de perfeccionar el Diamond Cutter. Lo inventó en 1996 y más tarde le pondría copyright. En diciembre de 2005 Page demandó al rapero Jay-Z alegando "uso ilegal de su gesto". Page acusó a Jay-Z de Infracción de copyright e insistió en la prohibición de su uso.

## Campeonatos y logros

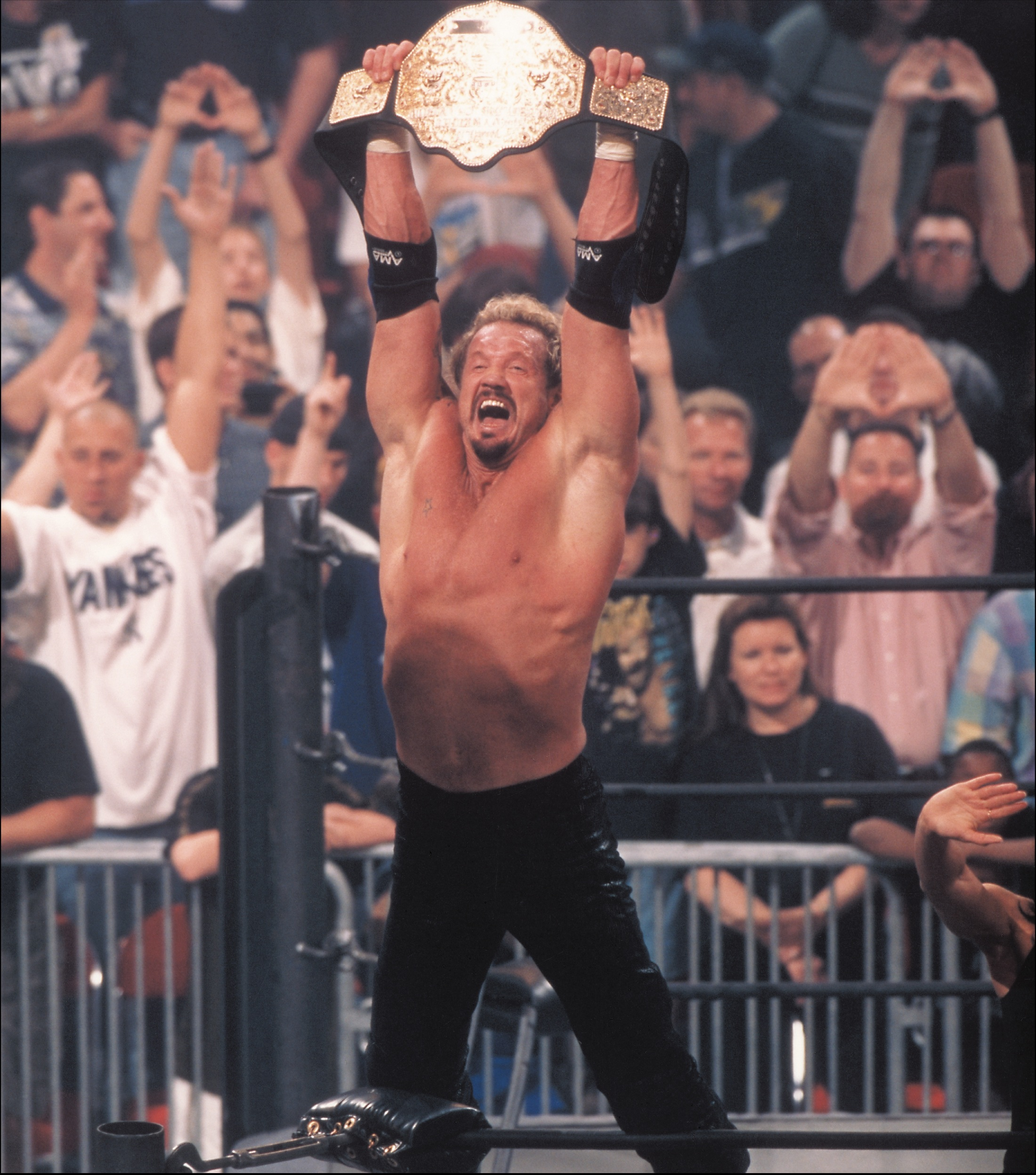
DDP como Campeón Mundial de los Pesos Pesados de la WCW.

- George Tragos / Lou Thesz International Wrestling Institute
  - Frank Gotch Award (2014)[18]

- Swiss Wrestling Federation

- SWF Heavyweight Championship (1 vez)

- World Championship Wrestling

- WCW World Heavyweight Championship (3 veces)
- WCW United States Heavyweight Championship (2 veces)
- WCW World Tag Team Championship (4 veces) – con Chris Kanyon & Bam Bam Bigelow (2) y Kevin Nash (2).
- WCW World Television Championship (1 vez)
- Triple Crown Championship (Cuarto)

- World Wrestling Federation/ WWE

- WWF European Championship (1 vez)
- WWF Tag Team Championship (1 vez) – con Kanyon
- WWE Hall of Fame (Clase del 2017)

- Pro Wrestling Illustrated

- PWI Luchador que más ha mejorado (1996)
- PWI Calificado el #4 de los 500 mejores luchadores del año en la PWI 500 en 1997 & 1998.
- PWI Feudo del año (1997) vs. Macho Man Randy Savage
- PWI Luchador más odiado del año (1999)

- Wrestling Observer Newsletter

- Mejor movimiento (1997) Diamond Cutter
- Luchador mejorado (1996)
- Peor personaje (2001)

## Filmografía

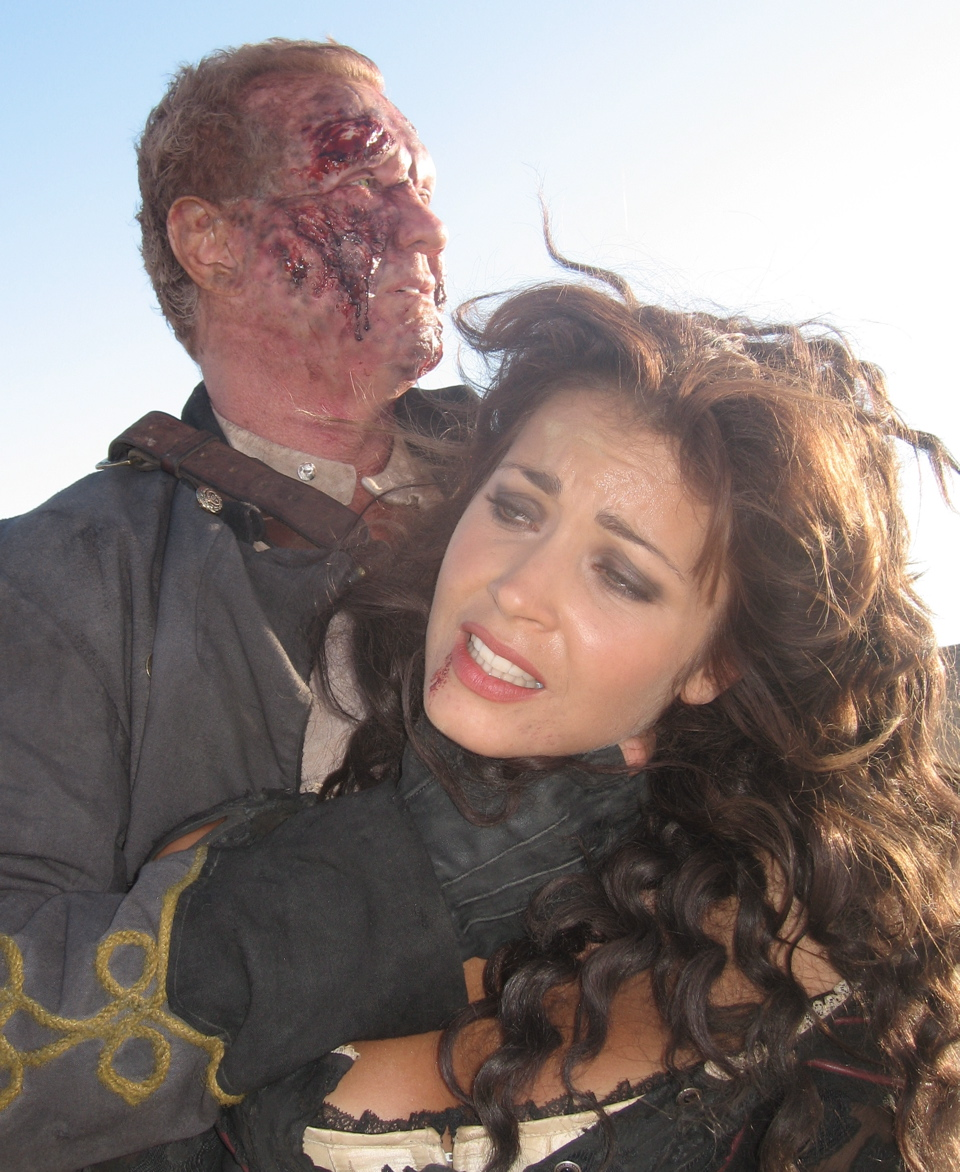
DDP es Scorpius en "Gallowwalker".

| Año  | Título              | Papel                       |
| ---- | ------------------- | --------------------------- |
| 1999 | Una hija diferente  | Dirk Lindman                |
| 2000 | Listos para Luchar  | El mismo                    |
| 2001 | Ratas a la carrera  | El mismo (escena eliminada) |
| 2005 | Bald                | Huge Bruce                  |
| 2005 | The Devil's Rejects | Billy Ray Snapper           |
| 2006 | Jack's Law          | Spider Benson               |
| 2006 | Hood of Horror      | Jersey                      |
| 2006 | Splinter            | Detective Stiles            |
| 2006 | Rambo vs hitler     | Mickey Mouse                |
| 2010 | Vengeance           |                             |
| 2012 | Gallowwalker        | Scorpius                    |